# Giovanni Battista Merano

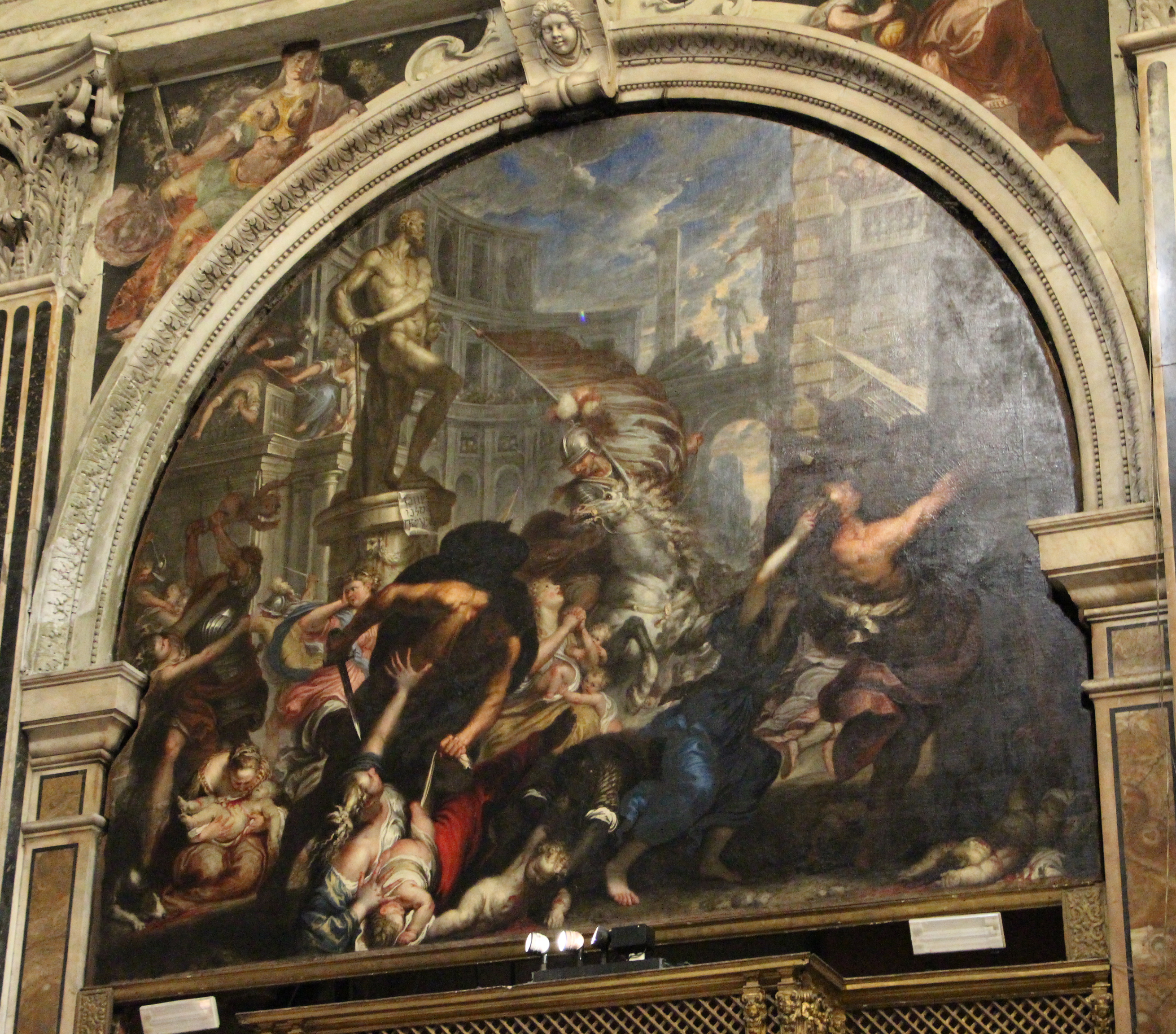
G.B. Merano, Strage degli innocenti, Genova, chiesa del Gesù

Giovanni Battista Merano (Genova, 19 settembre 1632 – Piacenza, 30 luglio 1698) è stato un pittore italiano del periodo Barocco, attivo in Liguria e nell'allora Ducato di Parma e Piacenza.

## Biografia
Giovanissimo frequentò a Genova la bottega di Giovanni Andrea De Ferrari, poi fu allievo e collaboratore di Valerio Castello. I primi lavori appaiono marcatamente influenzati dallo stile del Castello: tra questi la Decollazione del Battista, oggi nella chiesa di san Rocco sopra Principe (Genova), e l'affresco con S. Agostino in gloria sulla facciata dell'omonima chiesa genovese.
Snodo cruciale della sua carriera fu il soggiorno a Parma, dove rimase alcuni anni, a partire dal 1651, per approfondire la conoscenza delle opere del Correggio e del Parmigianino. A questo periodo risale l'affresco raffigurante le sante Apollonia e Lucia, nella chiesa di S. Croce, ispirato allo stile del Parmigianino. Nel 1658 è attestato il suo ritorno a Genova dove dipinse in varie chiese soggetti a carattere religioso; la circostanza che un fratello e due sorelle fossero religiosi (Giorgio, agostiniano, Arcangela Giacinta, benedettina e Maria Benedetta, agostiniana) favorì probabilmente le numerose commissioni ricevute in ambienti monastici
Dopo la prematura morte del Castello (1659) portò a compimento diversi lavori già iniziati dal maestro. All'inizio degli anni sessanta il suo percorso artistico sembra giunto a maturazione: nel 1661 fu collocata nella chiesa del Gesù (Genova) la Strage degli innocenti, la più importante commissione ricevuta nella città natale e tassello fondamentale del suo percorso artistico.
Dal 1668 alternò lavori nella città natale con attività a Parma, dove venne chiamato dal duca Ranuccio II Farnese, per eseguire affreschi nella cappella del palazzo ducale di Colorno.
Dopo la morte della moglie Bettina, avvenuta nel 1680, i suoi rapporti con il Ducato di Parma e Piacenza si fecero più intensi. A trent'anni dalle sue prime esperienze in quelle terre, ottenne diversi incarichi dai benedettini dell'abbazia di San Giovanni Evangelista dove lavorò tra il 1683 e il 1687, dipingendo vari affreschi con scene della vita di santi, in collaborazione con il quadraturista bolognese Tommaso Aldrovandini.

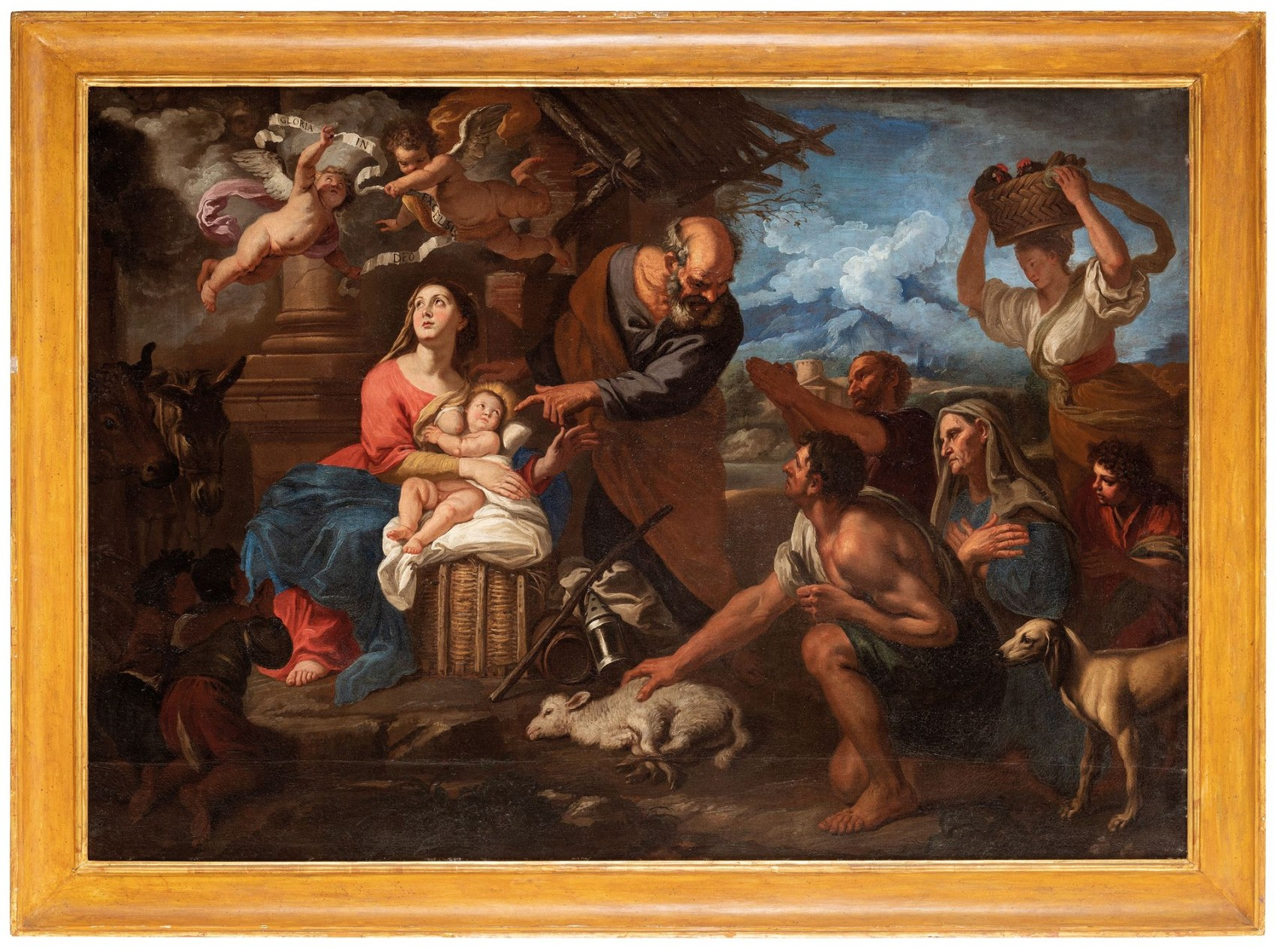
Giovanni Battista Merano- Adorazione dei pastori

A Parma strinse stretti rapporti con un certo Giuseppe Molina, di una figlia del quale nel 1683 fu padrino di battesimo. Per la famiglia Molina eseguì negli anni successivi diversi dipinti, oggi andati perduti. Dal 1686 fu nuovamente al servizio del duca Ranuccio II per una serie di lavori non meglio precisati e contemporaneamente lavorò ad una grande tela (Visione di san Giovanni Evangelista) per la chiesa di S. Giovanni Evangelista. Ottenne poi dal comune di Parma l'incarico di affrescare la facciata del palazzo del Governatore. Di questo affresco, raffigurante la Madonna di Piazza, andato perduto per la ristrutturazione del palazzo nel 1760, restano il bozzetto preparatorio ed un dipinto di Ilario Spolverini in cui compare il palazzo. Per i lavori eseguiti nel ducato ottenne nel 1687 un pubblico riconoscimento da parte del duca Ranuccio II.
Terminati questi lavori, alternò la sua presenza a Genova e Parma, mentre dal 1693 risulta attivo nella riviera di Ponente, a Finalmarina e Sanremo.
Visse gli ultimi mesi della sua vita a Piacenza, in casa di Carlo, figlio di Giuseppe Molina; morì il 30 luglio 1698, e fu sepolto nella chiesa di Santa Maria di Campagna accanto allo stesso Giuseppe Molina.
Ebbe un unico figlio, Gaspare, ma questi non si dedicò alla pittura. Tra i suoi allievi furono Giovanni Maria delle Piane, detto "il Mulinaretto", Giovanni Battista Resoaggi, Davide Campi e Antonio Pittaluga.

## Opere
Di seguito è riportato un elenco, parziale, di alcune delle opere prodotte nel corso della sua lunga carriera artistica, durata circa cinquant'anni, conservate in diverse chiese e palazzi della Liguria e del parmense e in vari musei (principalmente nei musei di Strada Nuova a Genova e nel museo civico di Piacenza, ma ne sono segnalate anche all'Accademia ligustica di belle arti, sempre a Genova, al Louvre di Parigi, nel Museo regionale d'Assia a Darmstadt e nel Kunsthaus Heylshof di Worms), oltre che in collezioni private.
Alcune delle opere citate in testi antichi oggi non sono più rintracciabili, altre gli sono state attribuite recentemente dalla critica su basi stilistiche. Il suo stile risente di influssi diversi, non sempre cronologicamente correlati, rendendo talvolta difficoltosa una datazione certa di alcuni lavori.

### Affreschi
- Santa Lucia e sant'Apollonia, chiesa di Santa Croce, Parma[1]
- Cappella del Palazzo Ducale di Colorno
- Abbazia di San Giovanni Evangelista, Parma
- Sant'Agostino, lunetta nella facciata della Chiesa di Sant'Agostino, Genova[1][3]
- Gloria di Sant'Agostino, affresco nella volta della sacrestia, chiesa della Consolazione, Genova[1][3]
- Gloria di Sant'Ermete e Assunzione e incoronazione della Vergine, collegiata di San Giovanni Battista, Finale Ligure[1][4]
- Dio Padre in gloria fra gli angeli, affresco nella volta del presbiterio, oratorio dell'Immacolata Concezione, Sanremo[1][3][5]
- Cappella e salone del palazzo Borea d'Olmo, Sanremo[1][5]
- Gloria di Sant'Ignazio, cappella Borea della chiesa di Santo Stefano, dei padri gesuiti, Sanremo[1][3][5]
- Giudizio finale (1677) basilica di San Siro, Genova. L'affresco, che si trovava nella volta della cappella della Pietà, fu distrutto dai bombardamenti aerei della seconda guerra mondiale; ne restano un'immagine fotografica e il bozzetto preparatorio, conservato in una collezione privata[1]

### Dipinti
- Strage degli Innocenti, chiesa del Gesù, Genova.[1][3] Altre opere di minori dimensioni dello stesso soggetto sono conservate in collezioni private[6]
- Decollazione del Battista, chiesa di san Rocco sopra Principe, Genova[1][3][6]
- Sant'Alberto domenicano salva i compagni[7], chiesa di Nostra Signora del Carmine, Genova[1][3][6]
- Visione di san Giovanni Evangelista, chiesa di San Giovanni Evangelista, Parma
- Madonna con San Giuseppe e San Rocco, chiesa parrocchiale di Aggio, frazione del quartiere genovese di Struppa[1][3]
- Santa Chiara con i santi Erasmo e Giuseppe, chiesa della Santissima Annunziata, Spotorno[1][3]
- Natività della Vergine (prima metà degli anni sessanta), oratorio della SS. Annunziata, Spotorno[1][3][6]
- Battesimo di Gesù, chiesa di San Matteo, Laigueglia
- Riposo durante la fuga in Egitto (anni novanta), basilica di San Nicolò, Pietra Ligure[1][3]
- Svenimento della Madonna ai piedi della Croce (1673), Musei di Palazzo Farnese, Piacenza[1][6][8]
- Adorazione dei Magi (1686-1690), Musei di Palazzo Farnese, Piacenza[1][8]
- Salomone adora gli idoli (1673), Musei di Palazzo Farnese, Piacenza[1][8]
- Il convito di Baldassarre (1683), Musei di Palazzo Farnese, Piacenza[8]
- Adorazione dei pastori, collezione privata[9]
- La Sacra Famiglia servita dagli angeli, collezione privata[9]
- Crocifissione con i santi Lorenzo e Giorgio (1660 circa), già nella chiesa di S. Bernardo alla Foce, ora a Palazzo Bianco; l'opera rivela influssi riconducibili a Rubens, Van Dyck e al Grechetto[1]
- Predica del Battista (1660), pala d'altare nella chiesa di Santa Giulia, Lavagna[1]
- Mosè fa scaturire l'acqua dalla roccia (1675), collezione privata[1]
- Mosè calpesta la corona del faraone (anni sessanta), Accademia ligustica di belle arti, Genova[1]
- Le età dell'uomo (anni sessanta), collezione privata[1]
- Giobbe tormentato dai demoni (intorno al 1670), Pinacoteca dei cappuccini, Voltaggio[1]
- Visione di Abramo (anni settanta), chiesa di Nostra Signora del Rifugio, Genova[1][6]
- San Benedetto e Totila re (1675-1676), pala per la chiesa delle monache benedettine di S. Maria della Pusterla, Pavia. Opera oggi scomparsa ma della quale resta il bozzetto preparatorio nella collezione Molinari Pradelli a Marano di Castenaso[1]
- Transito di s. Giuseppe e Vergine in gloria e santi (seconda metà degli anni settanta), chiesa del Gesù, Genova[1]
- Compianto su Cristo morto con san Domenico (seconda metà degli anni settanta), Palazzo Borea d'Olmo, Museo civico, Sanremo[1]
- Santo francescano in estasi (anni novanta), chiesa di San Francesco d'Albaro, Genova[1]
- Transito di San Giuseppe, chiesa di Sant'Andrea, Levanto[1]